# Il piccolo panda
Il piccolo panda (The Amazing Panda Adventure) è un film d'avventura del 1995 diretto da Christopher Cain.

## Trama
Il giovane Ryan Tyler accetta l'invito e il biglietto aereo inviatogli da suo padre Michael per andare a trovarlo in Cina, dove lavora con i panda in una riserva che ne assicura la protezione e la cura. Ryan non è sicuro di voler andare, ma sua madre Beth gli dice che può sempre tornare se non si dovesse trovare a suo agio.
Michael lavora insieme a Chu, un signore anziano che ha molta esperienza con i panda, e sua nipote Ling, che fa da traduttrice. I tre rintracciano una madre panda e le mettono un radiocollare, ma dopo che se ne sono andati l'animale cade in una trappola. Di ritorno alla riserva, Michael e lo staff riconoscono dal segnale radio che il panda è in pericolo e si accingono a rintracciarla, ma proprio in quei momenti Ryan arriva alla riserva. Dopo qualche discussione, Michael acconsente che il figlio li segua.
I bracconieri che hanno preparato la trappola, Shong e Po, sparano a Michael alla caviglia e fuggono con il cucciolo di panda. Michael e la madre panda vengono riportati alla riserva in elicottero mentre Ling, Chu e Ryan cercano i bracconieri. Alla fine scoprono il loro nascondiglio e liberano il cucciolo di panda, prima che Chu lasci che Ryan e Ling viaggino da soli perché deve tornare alla riserva.
I bracconieri sparano al ponte che Ryan e Ling stanno attraversando insieme al cucciolo di panda, così vengono trascinati a valle da un fiume, per due volte, riuscendo tuttavia a risalire in superficie. Ryan si rende conto che può usare le batterie del suo orologio per alimentare il radiocollare e consentire a suo padre di localizzarli.
Mentre proseguono il cammino raggiungono un villaggio che concede loro ospitalità per proteggere il cucciolo, ma arrivano anche Shong e Po. Gli abitanti del villaggio aiutano il trio a scappare, ma i bracconieri li seguono. Michael arriva e sottomette i bracconieri, e lui, Ryan, Ling e il cucciolo tornano alla riserva. I funzionari cinesi che stavano per chiudere la riserva vedono Ryan restituire il cucciolo di panda che si riunisce alla madre, e quindi decidono di lasciarla aperta.

## Produzione
Il film è stato girato per la prima parte a Vancouver in Canada, e in seguito in Cina, a Chengdu e nella Valle del Jiuzhaigou.

## Riconoscimenti
- 1996 – Young Artist Award[1]
  - Candidatura al il miglior film d'avventura per famiglie
  - Candidatura per il miglior attore protagonista a Ryan Slater
  - Candidatura per la miglior attrice non protagonista a Yi Ding